# Jan Åge Fjørtoft
Jan Åge Fjørtoft, född 10 januari 1967 i Ålesund, är en före detta norsk fotbollsspelare och fotbollstränare.

## Meriter
Fjørtoft spelade 71 landskamper för Norge och gjorde 20 mål. Han deltog också i det norska landslaget vid Fotbolls-VM 1994. 
Fjørtoft blev norsk mästare i fotboll 1989 med Lillestrøm.